# Chrysoprasis seticornis
Chrysoprasis seticornis är en skalbaggsart som beskrevs av Bates 1880. Chrysoprasis seticornis ingår i släktet Chrysoprasis och familjen långhorningar.
Artens utbredningsområde är:
- Costa Rica.
- Nicaragua.

Inga underarter finns listade i Catalogue of Life.